# François Demachy
Pour les articles homonymes, voir Demachy.
François Demachy, né en 1949, est un parfumeur français, un « nez », connu pour son rôle au sein des Parfums Christian Dior.

## Biographie
François Demachy est né en 1949 à Cannes d'un père pharmacien, puis élevé à Grasse. Il commence des études de dentiste puis kinésithérapeute. Alors âgé de seize ans et pour payer ses études, il entre dans une entreprise qui fabrique des parfums et matières premières de parfumerie : Mane. 
En 1972, il intègre l'école de parfumerie de l'entreprise Charabot. Cinq ans plus tard, il est recruté par les parfums Chanel sous la responsabilité d'Henri Robert.
Il passe presque trente ans chez les parfums Chanel où il travaille avec Jacques Polge, avant d'exercer comme « directeur du développement olfactif » chez LVMH, entre autres pour les Parfums Christian Dior, à partir de 2006. Chez Dior, il fait replanter à Grasse des champs de fleurs composant les parfums : rose, jasmin, tubéreuse…
Le patchouli, à l'image de Coco Mademoiselle qu'il a co-créé chez Chanel est une matière première importante pour lui, ainsi que l'odeur de la rose, fleur qu'il cite souvent.
En 2015, François Demachy crée le parfum Sauvage de Dior, n°2 des ventes de parfums masculins en France à partir de 2018,. 
En 2021 sort un documentaire consacré à François Demachy. Intitulé sobrement "Nose", il suit pendant 2 ans le quotidien du nez de Dior. 
Il a été annoncé en octobre 2021 que le parfumeur Francis Kurkdjian allait succéder à François Demachy à la direction créative des parfums Dior.